# Касањол (Гар)
Касаљол (фр. Cassagnoles) насеље је и општина у јужној Француској у региону Лангдок-Русијон, у департману Гар која припада префектури Алес.
По подацима из 2011. године у општини је живело 423 становника, а густина насељености је износила 81,5 становника/km². Општина се простире на површини од 5,19 km². Налази се на средњој надморској висини од 139 метара (максималној 183 m, а минималној 84 m).

## Демографија
| 1962. | 1968. | 1975. | 1982. | 1990. | 1999. | 2011. |
| ----- | ----- | ----- | ----- | ----- | ----- | ----- |
| 176   | 206   | 162   | 166   | 219   | 244   | 423   |

График промене броја становника у току последњих година